# Chlorocala conjux
Chlorocala conjux är en skalbaggsart som beskrevs av Edgar von Harold 1880. Chlorocala conjux ingår i släktet Chlorocala och familjen Cetoniidae.

## Underarter
Arten delas in i följande underarter:
- C. c. violacea
- C. c. imatongensis
- C. c. bousqueti
- C. c. cedrici